# Tom Longboat
Tom Longboat, född 4 juli 1886, död 9 januari 1949, var en friidrottare från Kanada. Han deltog vid olympiska sommarspelen 1908.